# Woodburn (Oregon)
Woodburn is een plaats (city) in de Amerikaanse staat Oregon, en valt bestuurlijk gezien onder Marion County.

## Demografie
Bij de volkstelling in 2000 werd het aantal inwoners vastgesteld op 20.100. In 2006 is het aantal inwoners door het United States Census Bureau geschat op 22.035, een stijging van 1935 (9,6%).

## Geografie
Volgens het United States Census Bureau beslaat de plaats een oppervlakte van 13,5 km², geheel bestaande uit land. Woodburn ligt op ongeveer 56 m boven zeeniveau.

## Plaatsen in de nabije omgeving
De onderstaande figuur toont nabijgelegen plaatsen in een straal van 12 km rond Woodburn.